# 西島啓晃
西島 啓晃（にしじま ひろあき、1972年 - ）は日本の漢方薬学者。薬剤師。薬学博士。鍼灸師。按摩マッサージ指圧師。横浜薬科大学客員教授。東京理科大学薬学部客員研究員。元慶應義塾大学薬学部非常勤講師。一般社団法人日本漢方連盟理事･代表代理。漢方和漢薬調査研究審議会理事。総合漢方研究会医学堂主任研究員。

## 概要
東京薬科大学出身の漢方学者である。東洋医学に精通した薬剤師であり，根本幸夫に師事し，漢方と鍼灸を学ぶ。東京･大岡山の漢方平和堂薬局にて漢方相談をするとともに，治療家として鍼灸マッサージの施術を行っている。また、薬科大学にて漢方治療学・薬膳学などの教鞭をとり、後進の指導にも力を入れている。実家は神奈川県小田原市の求古堂漢方薬局。自由が丘 薬膳レストラン「ZENROOM」の監修も行う。

## 略歴
- 1972年、神奈川県小田原市生まれ
- 1990年、神奈川県立平塚江南高等学校卒業
- 1994年、東京薬科大学薬学部卒
- 1995年、漢方平和堂薬局勤務
- 1997年、東洋鍼灸専門学校卒
- 2006年、総合漢方研究会医学堂 主任研究員
- 2008年、横浜薬科大学漢方薬学科 非常勤講師
- 2009年、一般社団法人日本漢方連盟 理事
- 2011年、慶応義塾大学薬学部 非常勤講師
- 2013年、横浜薬科大学漢方和漢薬調査研究センター 客員教授
- 2020年、昭和大学大学院薬学研究科 博士課程修了
- 2020年、昭和大学薬学部 兼任講師
- 2021年、東亜医学協会 評議員･『漢方の臨床』編集企画委員[5]
- 2022年、東京理科大学薬学部 客員研究員

## 論文
- 『漢方薬に関する新たな考察（1）-漢方薬と西洋薬の境界線とは？』（2003年）
- 『漢方薬に関する新たな考察（2）-医薬品情報としての漢方薬情報/葛根湯を例として』（2004年） （ともに日本薬剤師会学術大会にて発表）
- 『八味地黄丸と防風通聖散‐証の変遷と現代の問題点 』（漢方と最新治療 世論時報社 2009年）[6]
- 『漢方薬局における服薬指導－気と食養を中心にして－ 』（漢方と最新治療 世論時報社 2011年）
- 『漢方における気の捉え方　漢方における小児科の確立と脈気の見方-』（日本小児東洋医学会誌29巻）2016年[7]
- 『漢方医学と自然治癒力』（日本催眠学会誌 催眠と科学30,31巻1号）2018年[8]
- 『Identification of Chochukei (Zhang Zhongjing) as the revolutionist of decoctions』（Traditional & Kampo Medicine vol.7）2020年[9]
- 『Effect of intraoral antioxidative capacity in orengedokuto』（Traditional & Kampo Medicine; vol.7) 2020年[10]
- 『漢方における清熱剤と緑茶の口腔内抗酸化能の比較-黄連解毒湯を中心として-』（日本ポリフェノール学会雑誌 9巻）2020年
- 『アトピー性皮膚炎に対する白虎加人参湯と乳酸菌サプリメントの効果』（月刊アグリバイオ 4巻10号）2020年
- 『漢方の疑問解決スペシャル 気象病（頭痛など）に対して有効な漢方薬はありますか？ 』（月刊 調剤と情報29巻13号）2023年
- 『薬局漢方の近現代史と現状』（月刊 漢方の臨床70巻9号）2023年[11]

## 書籍
監修
- 『医菜同源』

共著・編集委員
- 『漢方薬膳学』
- 『台所薬膳』[12]
- 『東洋医学おさらい帳』
- 『漢方重要処方60』
- 『漢方294処方生薬解説』
- 『傷寒金匱薬物事典』
- 『やさしい漢方ハンドブック』

## 講演
- 日本東洋医学会 東京都部会 教育講演「漢方相談と氣」2025年2月
- セイリン株式会社「ととのうセイリン薬膳講座 薬膳で広げる東洋医学の可能性」[13]2025年3月
- 日本東洋医学会 学術総会 生薬原料委員会シンポジウム「薬局における国産生薬の現状と課題」[14]2025年6月